# Мантая Жарімбетова
Манта́я Жарімбе́това (каз. Мәнтай Жәрімбетов) — село у складі Тюлькубаського району Туркестанської області Казахстану. Входить до складу Кемербастауського сільського округу.
До 2007 року село називалось Другий Тюлькубас.
Населення — 1489 осіб (2021; 994 у 2009, 841 у 1999, 996 у 1989).